# Rosenhof (Graz)

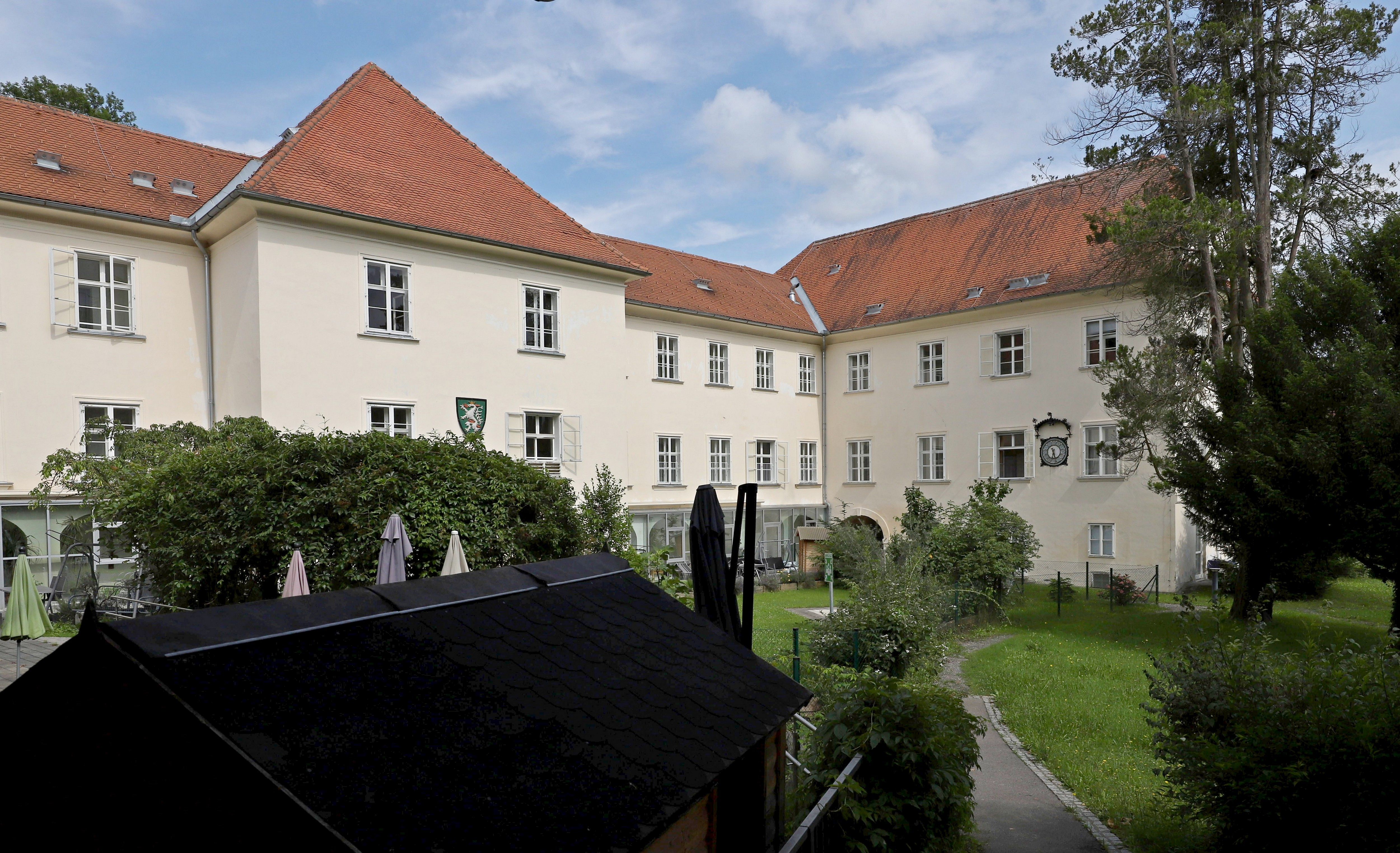
Rosenhof

Der Rosenhof, auch Neidenberg genannt, ist ein ehemaliger Grazer Edelhof, der später zu einem Schloss ausgebaut wurde. Seine Geschichte geht bis auf die erste Hälfte des 16. Jahrhunderts zurück. Heute befindet er sich im Besitz der Stadt Graz.

## Geografische Lage
Das Schloss steht auf dem Grazer Rosenberg, Am Rosenhain Nr. 4 und 5.

## Geschichte
Ursprünglich war das Schloss ein Hof und wurde am 17. Oktober 1533 von Jakob Stockinger gekauft. Er baute den Hof zu einem Edelhof aus und befreite ihn auch von der Dienstbarkeit. Jakobs Kinder verkauften den Hof am Rosenberg am 23. Oktober 1604 an Ciniak Schröckhinger zu Neblau, welcher ihn weiter ausbaute. Am 26. September 1606 erhielt Schröckhinger zu Neblau die Erlaubnis von Erzherzog Ferdinand den Besitz Neidenberg zu nennen. Ungefähr zu jener Zeit wurde auch ein kleiner Bergfried errichtet. 1620 kam der Sitz an Anna Lukretia Kuglmann. Sie übergab den bereits Rosenhof genannten Besitz 1634 an Georg Caspar Auer.
Die Familie Auer war bis 1687 im Besitz des Gutes, ehe es an Ferdinand Leopold Graf Breuner kam. Ihm folgten einige andere Besitzer nach, ehe das Anwesen 1721 öffentlich versteigert und von Josef Gottlieb Freiherrn von Hingenau gekauft wurde. 1728 erwarb Georg Jakob von Deyerlsberg den Besitz. Die von Deyerlsberg übergaben ihn am 1. Juli 1745 den in Graz ansässigen Jesuiten, welche darin Gäste unterbrachten. Nachdem der Grazer Orden 1773 aufgelöst worden war, kam der Rosenhof in Staatsbesitz. 1780 wurde er militärisch genutzt, wobei es sich herausstellte, dass er für eine Kaserne ungeeignet ist. Am 2. September 1781 wurde das Schloss öffentlich versteigert und vom damaligen Landeshauptmann Graf Ferdinand Attems erworben. Er ließ den Sitz in der Landtafel als Rosenhayn eintragen. Das Schloss war bis ins Jahr 1880 im Besitz der Familie Attems, bis er 1881 an Kerzenfabrikanten Johann Hofmann verkauft wird, dessen Tochter Maria übergibt später an die Enkelin Maria Weiss, durch die die Gründe am Rosenhain inklusive Rosenhof am 28. Dezember 1928 in den Besitz der Stadtgemeinde Graz kommen. Der gesamte Besitz umfasste 260.000 m² samt Wildgehege, drei Teiche und wurde von Maria Weiss als „Waldgürtel und Naturschutzpark mit zweckgebundener Verwendung für Fürsorgezwecke und als öffentliche Parkanlage“ an die Stadt Graz verkauft.1931 entsteht ein Altersheim und eine Freiluftschule der Stadt Graz, Baracken für südostdeutsche Flüchtlinge folgen. Heute wird der Rosenhof von Lebensgroß für die inklusive Begleitung von Menschen in unterschiedlichen Lebenslagen genutzt.